# Lake City (Floryda)
Lake City – miasto w hrabstwie Columbia w stanie Floryda, USA.

## Krótki opis
Miasto położone przy autostradach Interstate 10 i Interstate 75. Od 1976 corocznie odbywają się: w lutym Olustee Battle Festival & Re-Enactment, a w październiku Alligator Fest.

## Demografia
Według danych z 2000 roku mieszkało 9980 ludzi, 4043 gospodarstw domowych i 2429 rodzin. Skład etniczny: 
- Biali 59,32%,
- Afroamerykanie 37,46%,
- Rdzenni amerykanie 0,23%,
- Azjaci 1,02%
- inne 2%

## Związani z Lake City
- Pat Summerall - prezenter telewizyjny
- Gerard Warren